# كوتشلوي عليا
كوتشلوي عليا هي قرية في مقاطعة شوط‌، إيران. يقدر عدد سكانها بـ 23 نسمة بحسب إحصاء 2016.